# Frank Stauss
Frank Stauss (* 15. Februar 1965 in Freiburg im Breisgau) ist ein deutscher Werbetexter, Politikberater und Autor.

## Ausbildung
Stauss studierte Politische Wissenschaften an der Ruprecht-Karls-Universität in Heidelberg (1988–1990), als Stipendiat der Fulbright-Kommission an der George-Washington-University in Washington, DC (1990–1992) und am Otto-Suhr-Institut der Freien Universität Berlin (1993). Während des Studiums war Stauss von Januar bis Ende März 1990 Mitarbeiter des SPD-Parteivorstandes in dessen Berliner Büro zur Unterstützung des Aufbaus der Sozialdemokratischen Partei in der DDR. Als Student arbeitete Stauss im Jahr 1992 im „National Speakers Bureau“, dem zentralen Rednereinsatz der Clinton/Gore-Kampagne. Seine Erfahrungen ebendort verarbeitete er in einem Memorandum im Jahr 1992 an den damaligen SPD-Chef Björn Engholm, das 1993 in Teilen im Focus veröffentlicht wurde.

## Agenturarbeit
Im März 1993 begann Stauss zunächst als Werbetexter bei der Werbeagentur BUTTER. Die Agentur arbeitete für den SPD-Parteivorstand und Stauss begleitete dort die SPD-Bundes- und Europawahlkämpfe 1994. In den Jahren 1997 bis 2018 war er dort Kreativdirektor und mit Oliver Lehnen und Rolf Schrickel einer der geschäftsführenden Gesellschafter. 1995 war Stauss vorübergehend „Grouphead Copy“ bei der ehemaligen US-amerikanischen Agentur D’Arcy, Masius, Benton & Bowles.
Neben der Arbeit für verschiedene Wirtschaftsunternehmen begleitete Stauss mit seiner Agentur Wahlkämpfe auf Landes- und Bundesebene, darunter die Kampagnen für Klaus Wowereit (2001, 2006, 2011), Gerhard Schröder (2005), Peer Steinbrück (2005), Hannelore Kraft (2010, 2012, 2016), Frank-Walter Steinmeier (2009), Olaf Scholz (2011, 2015), Kurt Beck (2006, 2011), Dieter Reiter (2014), Malu Dreyer (2016) und Michael Müller (2016). 2013 begleitete Stauss mit seiner Agentur die Kampagne zur Nationalratswahl der Österreichischen Volkspartei (ÖVP) bzw. von Michael Spindelegger.
Im April 2018 gründete er in Berlin die Stauss GmbH für strategische Kommunikation, welche er dann im Juli 2018 mit dem ehemaligen Geschäftsführer von Jung von Matt/Spree, Mathias Richel in Richel, Stauss GmbH für strategische Kommunikation wandelte. Die Agentur begleitete die SPD bei der Europawahl 2019 mit Strategischer Kommunikation. Zuletzt war Richel, Stauss für Peter Tschentscher und die SPD Hamburg bei der Bürgerschaftswahl 2020, sowie Malu Dreyer und die SPD Rheinland-Pfalz bei der Landtagswahl 2021 tätig.

## Sonstiges
Seine Erfahrungen in Wahlkämpfen veröffentlichte Stauss im Mai 2013 bei dtv unter dem Titel Höllenritt Wahlkampf – Ein Insider-Bericht, mit dem er einen Spiegel-Bestseller landete.
Stauss ist Lehrbeauftragter an der Heinrich-Heine-Universität Düsseldorf. Er ist Co-Produzent des Kurzfilms Hotel Paradijs (2007) des deutschen Regisseurs Jan Krüger.
Frank Stauss lebt mit seinem Lebenspartner Daniel Solbach in Berlin.

## Medienauftritte
Frank Stauss tritt regelmäßig in der Öffentlichkeit auf, unter anderem als Interviewpartner in Nachrichtensendungen von ARD, ZDF, N24 und n-tv oder als Gast in Talkshows von Günther Jauch, Maybrit Illner, Markus Lanz und Thadeusz.

## Auszeichnungen
- 2004, 2005, 2006, 2011 und 2012[22]: Auszeichnung des Magazins Politik & Kommunikation[23] für Stauss als Mit-Gesellschafter der ausführenden Fa. BUTTER.[24]

## Schriften
- Einzigartiger Thrill. In: politik&kommunikation,  Mai 2013, S. 36ff.
- Höllenritt Wahlkampf. Ein Insider-Bericht. dtv premium, München 2013, ISBN 978-3-423-24986-7.
- Berlin bewegen. In: Volker Kreyher (Hrsg.): Handbuch Politisches Marketing. Nomos, 2004, ISBN 3-8329-0678-9, S. 245ff.
- Wählt Markenpolitik! In: Matthias Machnig (Hrsg.): Politik-Medien-Wähler. Leske+Budrich, 2002, ISBN 3-8100-3649-8, S. 215ff.
- Die intelligente Kampagne: Clinton/Gore 92. In: Perspektiven. ds, 10. Jg. 2/93, S.  102ff.